# Залізняк (зупинний пункт)
Залізня́к — пасажирський залізничний зупинний пункт Сумської дирекції Південної залізниці розташований на одноколійній, неелектрифікованій лінії Баси — Пушкарне.
Розташований у с. Залізняк Сумського району між станціями Баси та Золотницький.
На зупинному пункті зупиняються приміські поїзди.